# ساخت ایران (مجموعه نمایش خانگی)
ساخت ایران نام مجموعه‌ای ویدیویی برای شبکهٔ نمایش خانگی است.
فصل اول مجموعه تولید سال ۱۳۹۰ و به کارگردانی محمدحسین لطیفی است که بخشی از آن در لبنان فیلم‌برداری شد و ابتدا در رسانهٔ خانگی و سپس در شبکه آی‌فیلم و نسیم پخش شد.
فصل دوم تولید سال ۱۳۹۵–۱۳۹۶ و به کارگردانی برزو نیک‌نژاد است که در ادامه استقبال از فصل اول ساخته شد. این فصل از اردیبهشت ۱۳۹۷ از رسانهٔ خانگی پخش گردید.
فصل سوم شهریور ۱۴۰۰ به کارگردانی بهمن گودرزی با واکسیناسیون عوامل آغاز شد و طی بهار ۱۴۰۱ از پلتفرم فیلیمو پخش شد.

## فصل اول
ساخت ایران ۱ نام فصل اول مجموعه ساخت ایران است و تولید سال ۱۳۹۰ می‌باشد. این مجموعه تلویزیونی در ابتدا توسط شبکه خانگی و سپس در شبکه تهران پخش شد. کارگردان این فصل محمدحسین لطیفی است. این مجموعه در لبنان فیلم‌برداری شد.

### بازیگران
| بازیگر           | نقش                                     |
| ---------------- | --------------------------------------- |
| امین حیایی       | غلامحسین جعفرزاده                       |
| محمدرضا گلزار    | جمشید (جیمی هنریکس) قلعه حسن خانی       |
| فرهاد اصلانی     | انوشیروان باقری                         |
| بهنام تشکر       | دکتر کوروش افشارجم                      |
| پروین میکده      | عمه غلامحسین                            |
| گوهر خیراندیش    | ماه‌طلعت (ماجان) بهشتی                   |
| الیکا عبدالرزاقی | رویا                                    |
| بهاره رهنما      | هما                                     |
| مهران رجبی       | رئیس                                    |
| کیانوش گرامی     | جلال پنجه طلا                           |
| خشایار راد       | آبدارچی شرکت                            |
| مصطفی طاری       | پدر غلام                                |
| کریم قربانی      | عتیقه فروش                              |
| پیر داغر         | لوریان                                  |
| پاملا ال کیک     | ژاکلین لوریان                           |
| ماری ترز         | کاترین (دوست لوریان)                    |
| مهدی فخرالدین    | پی‌یِر (محافظ) / مهدی ایرانی (مأمور مخفی) |

### خلاصه داستان
غلامحسین دزد خرده‌پایی است که روزی از روزها شاهد تصادف اتومبیل با مردی میانسال می‌شود. وی کیف مرد مجروح را می‌رباید و پاسپورتی در کیف پیدا می‌کند. او سعی دارد که کیف را به فروش برساند. اما به دلیل اینکه پلیس دنبالش است تصمیم می‌گیرد به خارج برود و از ایران فرار کند او خودش را جای آن مرد مجروح که دانشمند است جا میزند و با هویت ا‌و به فرانسه میرود از قضا آن دانشمند قرار بود اختراع خود را در فرانسه و با همکاری شرکت دوریس با ریاست آقای لوریان به ثبت برساند که آنجا دوست قدیمی اش جمشید را پیدا میکند و آن دو باهم داستان هایی را تجربه میکنند

### برنامه پخش توسط مؤسسه گلرنگ پخش
| مجموعه | قسمت                    | تاریخ      | روز      | مدت انتظار |
| ------ | ----------------------- | ---------- | -------- | ---------- |
| اول    | 1.23                    | ۱۳۹۰/۱۲/۱۶ | سه شنبه  | 15         |
| دوم    | ۳ و ۴                   | ۱۳۹۰/۱۲/۲۴ | چهارشنبه | ۸          |
| سوم    | ۵ و ۶                   | ۱۳۹۱/۰۱/۲۷ | یکشنبه   | ۳۲         |
| چهارم  | ۷ و ۸                   | ۱۳۹۱/۰۲/۱۰ | یکشنبه   | ۱۴         |
| پنجم   | ۹ و ۱۰                  | ۱۳۹۱/۰۲/۲۷ | چهارشنبه | ۱۷         |
| ششم    | ۱۱ و ۱۲                 | ۱۳۹۱/۰۳/۱۷ | چهارشنبه | ۲۱         |
| هفتم   | ۱۳ و ۱۴                 | ۱۳۹۱/۰۳/۲۸ | یکشنبه   | ۱۱         |
| هشتم   | ۱۵ و ۱۶                 | ۱۳۹۱/۰۴/۱۱ | یکشنبه   | ۱۴         |
| نهم    | ۱۷ و ۱۸                 | ۱۳۹۱/۰۴/۲۵ | یکشنبه   | ۱۴         |
| دهم    | سکانس پایانی و پشت صحنه | ۱۳۹۱/۰۶/۰۴ | شنبه     | ۱۵         |

## فصل دوم
ساخت ایران ۲ نام فصل دوم مجموعهٔ ساخت ایران است و در سال ۱۳۹۷–۱۳۹۶ تولید شده‌است. این مجموعه تلویزیونی از ۵ اردیبهشت ۱۳۹۷ تا ۲ آبان ۱۳۹۷، توسط شبکه نمایش خانگی پخش شد. کارگردانی این فصل بر عهده برزو نیک‌نژاد است.

### بازیگران
| بازیگر          | نقش                                |
| --------------- | ---------------------------------- |
| امین حیایی      | غلامحسین جعفرزاده (غلام)           |
| محمدرضا گلزار   | جمشید (جیمی)                       |
| محسن کیایی      | فرهاد نوری‌پناه (فری)               |
| سحر دولتشاهی    | بیتا نیاکان (بیتی)                 |
| مهران احمدی     | سعید توتونچی (توتوبچی)             |
| سارا بهرامی     | پریسا                              |
| بهنام تشکر      | دکتر کوروش افشارجم                 |
| امیرحسین رستمی  | محسن هلاکویی (اولاکویی)            |
| حسین امیدی      | سیاوش (سیا)                        |
| آرمین رباط میلی | مرادی                              |
| پاملا ال کیک    | ژاکلین لوریان                      |
| آرش استیلاف     | آرش                                |
| مهدی جمشیدی     | تراب                               |
| آن شی ژن        | میچا                               |
| فراز اخوان      | آمارتو جعفرزاده (غلامحسن جعفرزاده) |

### جوایز و نامزدها
| سال  | جایزه                  | رده                              | دریافت‌کننده   | نتیجه    |
| ---- | ---------------------- | -------------------------------- | ------------- | -------- |
| ۱۳۹۸ | نوزدهمین دوره جشن حافظ | بهترین بازیگر مرد کمدی تلویزیونی | امین حیایی    | برنده    |
| ۱۳۹۸ | نوزدهمین دوره جشن حافظ | بهترین بازیگر مرد کمدی تلویزیونی | محمدرضا گلزار | نامزدشده |

## فصل سوم
ساخت ایران ۳ عنوان فصل سوم مجموعه طنز نمایش خانگی ساخت ایران به کارگردانی بهمن گودرزی و تهیه کنندگی سید امیر پروین حسینی محصول سال ۱۴۰۰ است. فیلمبرداری این سریال از مرداد ۱۴۰۰ با واکسیناسیون عوامل آغاز شد.

### خلاصه داستان
غلام در جنوب ایران غواص است. او به ستاره علاقه دارد. یک روز ستاره که بدهی سنگینی بالا آورده و ظلی حکم جلب او را گرفته‌است، از غلام کمک می‌خواهد. غلام تصمیم می‌گیرد به ستاره کمک کند. غلام برای حل مشکل ستاره از مرتضی کمک می‌گیرد. غلام و مرتضی با هم همراه می‌شوند و خودشان را به دردسرهای زیادی می‌اندازند، در حالی که هر مانعی که از پیش رو برمی‌دارند، مانع بزرگتری سر راهشان می‌بینند که باید بر آن غلبه کنند. از آن طرف سیاوش به دلایل علاقه ای که به شیرین دارد، باید ستوده، شوهر سابق شیرین را تعقیب کند و بفهمد ستوده دنبال چیست، چرا که شیرین به دنبال انتقام از ستوده‌است. غلام که از قبل سیاوش را می‌شناسد، برای حل یکی از مشکلاتی که با آن رو به رو می‌شود، به کمک سیاوش نیاز پیدا می‌کند و این باعث می‌شود سیاوش هم با غلام و مرتضی همراه شود و داستان بدهی ستاره به ظلی و داستان انتقام شیرین از ستوده، به هم گره بخورد.

### بازیگران
| بازیگر           | نقش                   |
| ---------------- | --------------------- |
| امین حیایی       | غلامحسین جعفرزاده     |
| مجید صالحی       | مرتضی خردپیر (موری)   |
| آناهیتا درگاهی   | ستاره (ستی)           |
| هومن برق‌نورد     | بیژن ستوده            |
| الهام کردا       | شیرین                 |
| حسین امیدی       | سیاوش (فرهنگ بادکوبه) |
| مینا وحید        | مهسا                  |
| سعید امیرسلیمانی | نوذر                  |
| غلامرضا نیکخواه  | هاشم مک کوئین (هاشمک) |
| عزت‌الله مهراوران | سرهنگ (خسرو مهرافروز) |
| بهرنگ علوی       | ظلّی                   |
| محمدرضا صولتی    | ابی                   |
| نوشین تبریزی     | عاطفه (عاتی)          |
| عزالدین توفق     | سیانکی                |
| عایشه‌گل جوشکون   | آیلار                 |
| نادر سلیمانی     | خالد                  |
| امیر دژاکام      | چرمچی                 |
| کیانوش گرامی     | مربی کشتی             |
| ماهان کشفی       | غلامحسن               |
| بردیا گودرزی     | کامران                |
| داریوش سلیمی     | گلدوست                |
| فاطمه شکری       | مدیر سالمندان         |